# (73354) 2002 JW142
(73354) 2002 JW142 – planetoida z pasa głównego asteroid okrążająca Słońce w ciągu 4,55 lat w średniej odległości 2,75 j.a. Odkryta 11 maja 2002 roku.